# Maršová-Rašov
Maršová-Rašov is een Slowaakse gemeente in de regio Žilina, en maakt deel uit van het district Bytča.
Maršová-Rašov telt 780 inwoners.